# Obergriff (Sport)

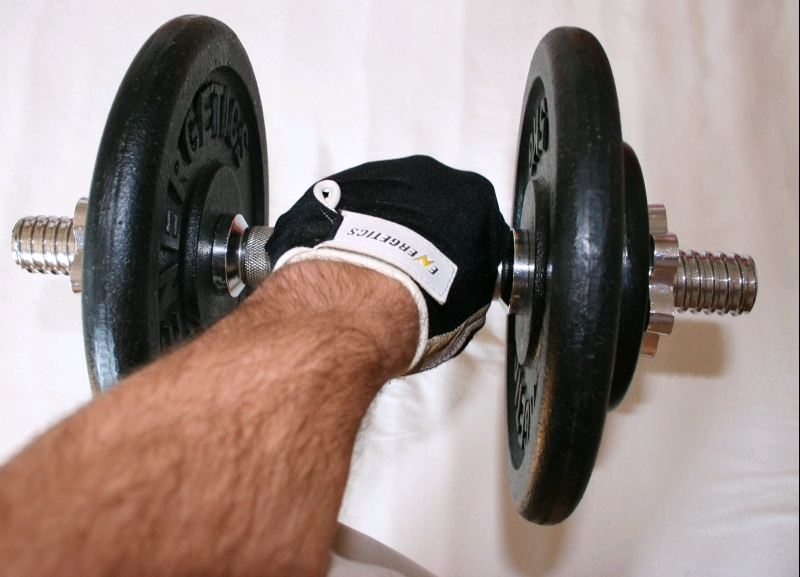
Kurzhantel im Obergriff

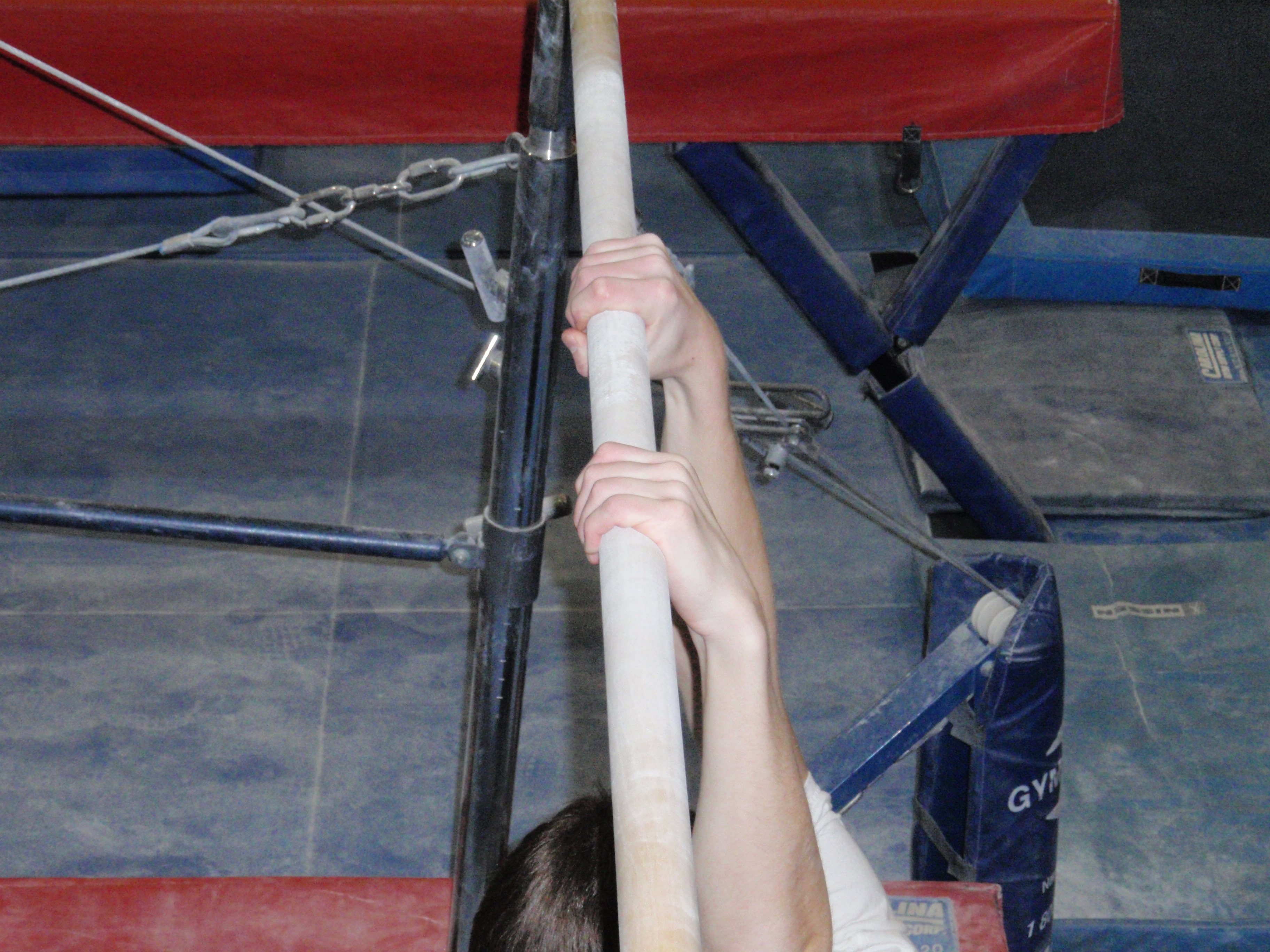
Ristgriff beim Turnen

Der Obergriff ist eine Griffart im Kraft- und Hanteltraining sowie beim Turnen. Sie bezeichnet  eine Gelenksstellung, bei der die Handfläche nach unten, der Handrücken zum Körper oder nach oben und der Daumen in Richtung Körper bzw. nach innen zeigt. Man nennt dies eine pronierte Stellung.
Beim Turnen bezeichnet man den Griff häufig als Ristgriff. Er wird beim Reck- und Stufenbarren-Turnen benutzt. Eine andere Griffart ist der Kammgriff (auch Unterhandgriff).
Diese Stellung ist neben dem Untergriff eine Variation bei allen bekannten Hantel- und Stangenübungen. Beim Kreuzheben wird eine Hand im Ober- und eine im Untergriff angesetzt. Diese Methode wird Kreuzgriff genannt.
Bei Bizepsübungen wird im Obergriff der Unterarm (vorrangig der Musculus Brachioradialis) zusätzlich belastet, meist kann der Trainierende hierbei weniger Gewicht verwenden als im Untergriff.